# Otto Addo
Nana Otto Addo (Amburgo, 9 giugno 1975) è un dirigente sportivo, allenatore di calcio ed ex calciatore ghanese con cittadinanza tedesca, di ruolo centrocampista, commissario tecnico della nazionale ghanese.

## Biografia
Suo fratello Eric Addo è anch'egli calciatore.

## Carriera
Nato e cresciuto in Germania, ma di origine ghanese, ha esordito nel 1995 con la maglia dell'Amburgo 93, piccola squadra della città tedesca. Dal 1996 al 1999 ha militato nelle file del Hannover 96. Nel 1999 è stato ceduto al Borussia Dortmund, con cui ha vinto la Bundesliga nel 2002. Nel 2005 si è trasferito al Magonza, mentre nel 2007 è tornato nella sua città natale per giocare nell'Amburgo.
Era nella nazionale ghanese, e ha partecipato al campionato del mondo 2006 in Germania. Con le Black Stars ha raggiunto gli ottavi di finale. Nel 2006 termina la propria carriera in nazionale.
Una volta terminata la carriera da calciatore ha iniziato quella di allenatore nel settore giovanile dell’Amburgo. È diventato poi vice in prima squadra e lo stesso ruolo lo ha ricoperto al Nordsjælland, al Borussia Dortmund e in nazionale.
Al campionato del mondo 2022 Addo è assieme a Aliou Cissé (Senegal), Walid Regragui (Marocco), Jalel Kadri (Tunisia) e Rigobert Song (Camerun) uno dei cinque allenatori africani alla guida delle rappresentative del continente: non era mai successo in precedenza che tutte le squadre africane a un Mondiale non fossero guidate da tecnici europei. Guida la selezione africana al campionato del mondo 2022 piazzandosi all’ultimo posto nel girone con 3 punti.

## Statistiche

### Cronologia presenze e reti in nazionale
| Cronologia completa delle presenze e delle reti in nazionale ― Ghana | Cronologia completa delle presenze e delle reti in nazionale ― Ghana | Cronologia completa delle presenze e delle reti in nazionale ― Ghana | Cronologia completa delle presenze e delle reti in nazionale ― Ghana | Cronologia completa delle presenze e delle reti in nazionale ― Ghana | Cronologia completa delle presenze e delle reti in nazionale ― Ghana | Cronologia completa delle presenze e delle reti in nazionale ― Ghana | Cronologia completa delle presenze e delle reti in nazionale ― Ghana |
| Data                                                                 | Città                                                                | In casa                                                              | Risultato                                                            | Ospiti                                                               | Competizione                                                         | Reti                                                                 | Note                                                                 |
| -------------------------------------------------------------------- | -------------------------------------------------------------------- | -------------------------------------------------------------------- | -------------------------------------------------------------------- | -------------------------------------------------------------------- | -------------------------------------------------------------------- | -------------------------------------------------------------------- | -------------------------------------------------------------------- |
| 28-2-1999                                                            | Accra                                                                | Ghana                                                                | 5 – 0                                                                | Eritrea                                                              | Qual. Coppa d'Africa 2000                                            | -                                                                    | 62’                                                                  |
| 12-11-1999                                                           | Il Cairo                                                             | Egitto                                                               | 1 – 2                                                                | Ghana                                                                | Amichevole                                                           | -                                                                    | 46’                                                                  |
| 22-12-1999                                                           | Sfax                                                                 | Tunisia                                                              | 2 – 0                                                                | Ghana                                                                | Amichevole                                                           | -                                                                    |                                                                      |
| 22-1-2000                                                            | Accra                                                                | Ghana                                                                | 1 – 1                                                                | Camerun                                                              | Coppa d'Africa 2000 - 1º turno                                       | -                                                                    | 67’                                                                  |
| 27-1-2000                                                            | Accra                                                                | Ghana                                                                | 2 – 0                                                                | Togo                                                                 | Coppa d'Africa 2000 - 1º turno                                       | 1                                                                    | 88’                                                                  |
| 31-1-2000                                                            | Accra                                                                | Ghana                                                                | 0 – 2                                                                | Costa d'Avorio                                                       | Coppa d'Africa 2000 - 1º turno                                       | -                                                                    | 78’                                                                  |
| 6-2-2000                                                             | Durban                                                               | Sudafrica                                                            | 1 – 0                                                                | Ghana                                                                | Coppa d'Africa 2000 - Quarti di finale                               | -                                                                    | 46’                                                                  |
| 9-7-2000                                                             | Kumasi                                                               | Ghana                                                                | 5 – 0                                                                | Sierra Leone                                                         | Qual. Mondiali 2002                                                  | -                                                                    | 51’                                                                  |
| 8-10-2000                                                            | Accra                                                                | Ghana                                                                | 4 – 1                                                                | Zimbabwe                                                             | Qual. Coppa d'Africa 2002                                            | -                                                                    | 46’                                                                  |
| 28-1-2001                                                            | Kumasi                                                               | Ghana                                                                | 1 – 3                                                                | Liberia                                                              | Qual. Mondiali 2002                                                  | -                                                                    | 42’ 56’                                                              |
| 7-9-2002                                                             | Kampala                                                              | Uganda                                                               | 1 – 0                                                                | Ghana                                                                | Qual. Coppa d'Africa 2004                                            | -                                                                    |                                                                      |
| 1º-3-2006                                                            | Frisco                                                               | Messico                                                              | 1 – 0                                                                | Ghana                                                                | Amichevole                                                           | -                                                                    |                                                                      |
| 26-5-2006                                                            | Mülheim an der Ruhr                                                  | Turchia                                                              | 1 – 1                                                                | Ghana                                                                | Amichevole                                                           | -                                                                    |                                                                      |
| 29-5-2006                                                            | Leicester                                                            | Giamaica                                                             | 1 – 4                                                                | Ghana                                                                | Amichevole                                                           | -                                                                    | 84’                                                                  |
| 17-6-2006                                                            | Colonia                                                              | Rep. Ceca                                                            | 0 – 2                                                                | Ghana                                                                | Mondiali 2006 - 1º turno                                             | -                                                                    | 18’ 46’                                                              |
| 22-6-2006                                                            | Norimberga                                                           | Ghana                                                                | 2 – 1                                                                | Stati Uniti                                                          | Mondiali 2006 - 1º turno                                             | -                                                                    | 46’                                                                  |
| Totale                                                               |                                                                      | Presenze                                                             | 16                                                                   |                                                                      | Reti                                                                 | 1                                                                    |                                                                      |

### Statistiche da allenatore

#### Nazionale ghanese
Statistiche aggiornate al 2 dicembre 2022.
| Squadra      | Naz              | dal              | al              | Record | Record | Record | Record     | Record | Record | Record | Record |
| G            | V                | N                | P               | GF     | GS     | DR     | % Vittorie |        |        |        |        |
| ------------ | ---------------- | ---------------- | --------------- | ------ | ------ | ------ | ---------- | ------ | ------ | ------ | ------ |
| Ghana        | Ghana (bandiera) | 10 febbraio 2022 | 2 dicembre 2022 | 12     | 5      | 3      | 4          | 17     | 17     | +0     | 41,67  |
| Ghana        | Ghana (bandiera) | 14 marzo 2024    | in carica       | 8      | 2      | 3      | 3          | 10     | 12     | −2     | 25,00  |
| Totale Ghana | Totale Ghana     | Totale Ghana     | Totale Ghana    | 20     | 7      | 6      | 7          | 27     | 29     | −2     | 35,00  |

#### Nazionale ghanese nel dettaglio
| mar. 2022 (spareggi) | Ghana        | Qual. Mondiale 2022       | 1º nel Gruppo G, qualificato dopo i play off | 2  | 0 | 2 | 0 | &0,00   | 1  | 1  | 0  |
| 2022                 | Ghana        | Qual. Coppa d'Africa 2023 | Dimissionario, gruppo E                      | 2  | 1 | 1 | 0 | 50,00   | 4  | 1  | +3 |
| nov.-dic. 2022       | Ghana        | Mondiale 2022             | Fase a gironi (4°nel gruppo H)               | 3  | 1 | 0 | 2 | 33,33   | 5  | 7  | -2 |
| 2024                 | Ghana        | Qual. Coppa d'Africa 2025 | Nel gruppo F                                 | 4  | 0 | 2 | 2 | &0,00   | 1  | 4  | -3 |
| giu. 2024            | Ghana        | Qual. Mondiale 2026       | sub, nel gruppo I                            | 2  | 2 | 0 | 0 | 100,00& | 6  | 4  | +2 |
| Dal 2022             | Ghana        | Amichevoli                |                                              | 7  | 3 | 1 | 3 | 42,86   | 10 | 12 | -2 |
| Totale Ghana         | Totale Ghana | Totale Ghana              | Totale Ghana                                 | 20 | 7 | 6 | 7 | 35,00   | 27 | 29 | -2 |

#### Panchine da commissario tecnico della nazionale ghanese
| Cronologia completa delle presenze e delle reti in nazionale ― Ghana | Cronologia completa delle presenze e delle reti in nazionale ― Ghana | Cronologia completa delle presenze e delle reti in nazionale ― Ghana | Cronologia completa delle presenze e delle reti in nazionale ― Ghana | Cronologia completa delle presenze e delle reti in nazionale ― Ghana | Cronologia completa delle presenze e delle reti in nazionale ― Ghana | Cronologia completa delle presenze e delle reti in nazionale ― Ghana | Cronologia completa delle presenze e delle reti in nazionale ― Ghana |
| Data                                                                 | Città                                                                | In casa                                                              | Risultato                                                            | Ospiti                                                               | Competizione                                                         | Reti                                                                 | Note                                                                 |
| -------------------------------------------------------------------- | -------------------------------------------------------------------- | -------------------------------------------------------------------- | -------------------------------------------------------------------- | -------------------------------------------------------------------- | -------------------------------------------------------------------- | -------------------------------------------------------------------- | -------------------------------------------------------------------- |
| 25-3-2022                                                            | Cape Coast                                                           | Ghana                                                                | 0 – 0                                                                | Nigeria                                                              | Qual. Mondiali 2022                                                  | -                                                                    | Cap: T.Partey                                                        |
| 29-3-2022                                                            | Abuja                                                                | Nigeria                                                              | 1 – 1                                                                | Ghana                                                                | Qual. Mondiali 2022                                                  | Thomas Teye Partey                                                   | Cap: T.Partey                                                        |
| 1º-6-2023                                                            | Cape Coast                                                           | Ghana                                                                | 3 – 0                                                                | Madagascar                                                           | Qual. Coppa d'Africa 2023                                            | Mohammed Kudus Felix Afena-Gyan Osman Bukari                         | Cap: A.Ayew                                                          |
| 5-6-2022                                                             | Talatona                                                             | Rep. Centrafricana                                                   | 1 – 1                                                                | Ghana                                                                | Qual. Coppa d'Africa 2023                                            | Mohammed Kudus                                                       | Cap: D.Amartey                                                       |
| 10-6-2022                                                            | Kōbe                                                                 | Giappone                                                             | 4 – 1                                                                | Ghana                                                                | Amichevole                                                           | Jordan Ayew                                                          | Cap: A.Ayew                                                          |
| 14-6-2022                                                            | Suita                                                                | Cile                                                                 | 0 – 0 (1-3 dtr)                                                      | Ghana                                                                | Amichevole                                                           | Jordan Ayew Mohammed Kudus Abdul Fatawu Issahaku                     | Cap: A.Ayew                                                          |
| 23-9-2022                                                            | Le Havre                                                             | Brasile                                                              | 3 – 0                                                                | Ghana                                                                | Amichevole                                                           | -                                                                    | Cap: A.Ayew                                                          |
| 27-9-2022                                                            | Lorca                                                                | Nicaragua                                                            | 0 – 1                                                                | Ghana                                                                | Amichevole                                                           | Abdul Fatawu Issahaku                                                | Cap: A.Fatawu                                                        |
| 17-11-2022                                                           | Abu Dhabi                                                            | Ghana                                                                | 2 – 0                                                                | Svizzera                                                             | Amichevole                                                           | Mohammed Salisu Antoine Semenyo                                      | Cap: A.Ayew                                                          |
| 24-11-2022                                                           | Doha                                                                 | Portogallo                                                           | 3 – 2                                                                | Ghana                                                                | Mondiali 2022 - 1º turno                                             | André Ayew Osman Bukari                                              | Cap: A.Ayew                                                          |
| 28-11-2022                                                           | Al Rayyan                                                            | Corea del Sud                                                        | 2 – 3                                                                | Ghana                                                                | Mondiali 2022 - 1º turno                                             | Mohammed Salisu 2 Mohammed Kudus                                     | Cap: A.Ayew                                                          |
| 2-12-2022                                                            | Al Wakrah                                                            | Ghana                                                                | 0 – 2                                                                | Uruguay                                                              | Mondiali 2022 - 1º turno                                             | -                                                                    | Cap: A.Ayew                                                          |
| 22-3-2024                                                            | Marrakech                                                            | Ghana                                                                | 1 – 2                                                                | Nigeria                                                              | Amichevole                                                           | Jordan Ayew (rig.)                                                   | Cap: J.Ayew                                                          |
| 26-3-2024                                                            | Marrakech                                                            | Uganda                                                               | 2 – 2                                                                | Ghana                                                                | Amichevole                                                           | Jerome Opoku Jordan Ayew (rig.)                                      | Cap: J.Ayew                                                          |
| 6-6-2024                                                             | Bamako                                                               | Mali                                                                 | 1 – 2                                                                | Ghana                                                                | Qual. Mondiali 2026                                                  | Ernest Nuamah Jordan Ayew                                            | Cap: T.Partey                                                        |
| 10-6-2024                                                            | Kumasi                                                               | Ghana                                                                | 4 – 3                                                                | Rep. Centrafricana                                                   | Qual. Mondiali 2026                                                  | 3 Jordan Ayew 1 (rig.) Abdul Fatawu Issahaku                         | Cap: T.Partey                                                        |
| 5-9-2024                                                             | Kumasi                                                               | Ghana                                                                | 0 – 1                                                                | Angola                                                               | Qual. Coppa d'Africa 2025                                            | -                                                                    | Cap: T.Partey                                                        |
| 9-9-2024                                                             | Berkane                                                              | Niger                                                                | 1 – 1                                                                | Ghana                                                                | Qual. Coppa d'Africa 2025                                            | Alidu Seidu                                                          | Cap: T.Partey                                                        |
| 10-10-2024                                                           | Accra                                                                | Ghana                                                                | 0 – 0                                                                | Sudan                                                                | Qual. Coppa d'Africa 2025                                            | -                                                                    | Cap: M.Kudus                                                         |
| 15-10-2024                                                           | Benghazi                                                             | Sudan                                                                | 2 – 0                                                                | Ghana                                                                | Qual. Coppa d'Africa 2025                                            | -                                                                    | Cap: M.Kudus                                                         |
| Totale                                                               |                                                                      | Presenze                                                             | 20                                                                   |                                                                      | Reti                                                                 | 27                                                                   |                                                                      |

## Palmarès

### Giocatore

#### Competizioni nazionali
- Campionato tedesco: 1

Borussia Dortmund: 2001-2002
- Fußball-Regionalliga: 1

Hannover 96: 1996-1997

#### Competizioni internazionali
- Coppa Intertoto UEFA: 1

Amburgo: 2007